# Австрійсько-уругвайські відносини
Австрі́йсько-уругва́йські відно́сини — це міжнародні відносини між Австрією та Уругваєм. Дипломатичні відносини між країнами існують ще з часів Австро-Угорської імперії: 1870 року барон Антон фон Пец святкував підписання Договору про «Дружбу, мореплавство та торгівлю» між цими державами.
Посол Австрії в Буенос-Айресі представляє Австрію також і в Уругваї; В Австрії є почесне консульство в Монтевідео. Уругвай має посольство у Відні (посол також представляє державу в Угорщині та Словаччині) та консульство в Зальцбурзі.
В Уругваї також є невелика, але істотна група людей австрійського походження, включаючи деяких колишніх членів австрійської аристократії.
З 2009 між державами діє Договір про соціальний захист.